# Козлушка
Козлушка (каз. Козлушка) — упразднённое село в Зыряновском районе Восточно-Казахстанской области Казахстана. Ликвидировано в 1980-е годы.

## Географическое положение
Располагалось на реке Хамир в 10 км к северо-востоку от села Путинцево.

## Население
На карте 1986 г. в селе значатся 21 житель.